# Pseudovermilia occidentalis
Pseudovermilia occidentalis är en ringmaskart som först beskrevs av McIntosh 1885.  Pseudovermilia occidentalis ingår i släktet Pseudovermilia och familjen Serpulidae. Inga underarter finns listade i Catalogue of Life.